# Coprothermobacteraceae
Famille
Les Coprothermobacteraceae sont une famille monotypique de bacilles Gram négatifs de l'ordre des Coprothermobacterales. Son nom provient de Coprothermobacter qui est le genre type de cette famille.
Selon la LPSN (23 avril 2025) cette famille ne contient qu'un seul genre, Coprothermobacter Rainey & Stackebrandt 1993.

## Taxonomie
Cette famille est proposée en 2018 par M.E. Pavan et al. Elle est validée la même année par une publication dans l'IJSEM.